# Conde de Saldanha
Conde de Saldanha foi um título criado por decreto de 14 de Janeiro de 1833, assinado pelo regente D. Pedro de Bragança em nome da rainha D. Maria II, a favor de João Carlos de Saldanha D'Oliveira e Daun, um militar e político liberal, que depois foi elevado a 1.º duque de Saldanha.
Usaram o título
1. João Carlos de Saldanha D'Oliveira e Daun, 1.º conde e duque de Saldanha;
2. João Carlos de Saldanha D'Oliveira e Daun, 2.º duque de Saldanha.

Após a implementação da República e o fim do sistema nobiliárquico, tornaram-se pretendentes ao título D. João Carlos Duarte de Saldanha D'Oliveira e Daun e, atualmente. D. João Carlos da Cruz Vidal de Saldanha e Daun.